# Христовский, Александр Эдмундович
Александр Эдмундович Христовский (Крестовский) (1858, Высокое, Гродненская губерния — 15 сентября 1916, Ломжа) — адвокат, депутат Государственной думы I созыва от Ломжинской губернии.

## Биографии
Поляк по национальности, католик. Происходил из обедневшей дворянской семьи. Учился в Петроковской, затем в Мариупольской гимназии, которую окончил в 1876. В 1880 окончил юридический факультет Петербургского университета, служил адвокатом в Санкт-Петербурге. В 1884 вернулся в Ломжу и открыл там адвокатскую контору, вскоре ставшую весьма популярной в городе. Прекрасный оратор. В 1905—1907 выступал в качестве адвоката на многих политических процессах. Член руководства многих общественных и культурных учреждений города.  В частности, состоял председателем местного благотворительного вольно-пожарного общества, в течение 3 лет возглавлял благотворительное общество и был первым президентом Ломжинской ассоциации по гребле. Один из основателей публичной польской библиотеки. Он принимал активное участие в работе самодеятельного театра. В 1905 был во главе конспиративного Союза национальной школы в Ломжинской губернии. Основал торговые школы с преподаванием на польском языке. Был связан с национальным движением, вступил в Национально-демократическую партию.
23 апреля 1906 года избран в Государственную думу I созыва от общего состава выборщиков Ломжинского губернского избирательного собрания. Входил в группу Автономистов и Польское коло. Член комиссии по поверке прав членов Государственной думы, комиссии для разработки Наказа и комиссии по исследованию незаконных действий должностных лиц. Подписал законопроект «О гражданском равенстве» и заявление 27 членов Государственной  думы от Царства Польского об отношении его к Российской империи по прежнему законодательству и по Основным законам 23 апреля 1906. Докладчик Комиссии по незаконным действиям администрации.
После роспуска Государственной думы покинул в силу разногласий ряды Национально-демократической партии. Участвовал в избирательной кампании по выборам депутатов Государственную думу II созыва, резко критиковал деятельность Польского коло в Первой Государственной думе. Не был избран депутатом. Занимался адвокатской практикой. Президент Ломжинского общества добрых дел.
В годы Первой мировой войны с февраля по 15 сентября 1916 занимал пост бургомистра Ломжи.